# ميس بايل
ميس بايل (بالإنجليزية: Missi Pyle)‏ هي مغنية وكاتبة غنائية وموسيقية وممثلة أمريكية، ولدت في 16 نوفمبر 1972 بهيوستن في الولايات المتحدة.

## أعمال

### أفلام
- (1997) أفضل ما يمكن حصوله
- (2002) وحيد في المنزل 4
- (2003) إسقاط المنزل[6]
- (2003) بيج فيش[7]
- (2004) أول 50 موعد غرامي[8][9]
- (2004)  أسطورة رون بورغاندي[10]
- (2005) تشارلي ومصنع الشوكولاتة[11]
- (2006) مجرد حظي[12]
- (2008) هروب هارولد وكومار من خليج غوانتانامو
- (2011) الفنان
- (2013)  بحر من الوحوش[13][14][15]
- (2014) الزوجة المفقودة[16][17]
- (2014) المنزل المسكون 2
- (2014) فقط قبل أن أرحل
- (2016) كابتن فانتاستيك[18]
- (2017)  مرحبا بكم في الأدغال[19]

### مسلسلات
- أم
- أميريكان داد!
- اسمي إيرل
- بوشنغ ديزيز[20]
- رجلان ونصف
- فتاتان مفلستان

## ترشيحات
- جائزة إم تي في لأفضل معركة، عن عمل: إسقاط المنزل (2004)
- جائزة اختيار النقاد للأفلام عن فئة أفضل طاقم تمثيلي [الإنجليزية]‏، عن عمل: الفنان (2011)

## وصلات خارجية
- ميس بايل على موقع IMDb (الإنجليزية)
- ميس بايل على موقع قاعدة بيانات الأفلام العربية
- ميس بايل على موقع ألو سيني (الفرنسية)
- ميس بايل على موقع ميوزك برينز (الإنجليزية)
- ميس بايل على موقع أول موفي (الإنجليزية)
- ميس بايل على موقع قاعدة بيانات برودواي على الإنترنت (الإنجليزية)
- ميس بايل على موقع قاعدة بيانات الأفلام السويدية (السويدية)
- ميس بايل على موقع إن إن دي بي (الإنجليزية)
- ميس بايل على موقع قاعدة بيانات الفيلم (الإنجليزية)
- ميس بايل على موقع ليتربوكسد (الإنجليزية)